# Marie-France Vignéras

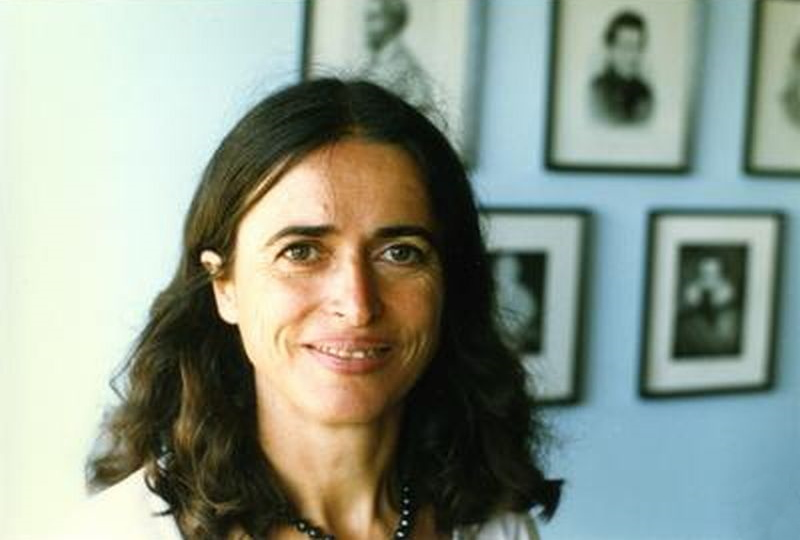
Marie-France Vignéras

Marie-France Vignéras (* 29. Juli 1946 in Caudéran) ist eine französische Mathematikerin, die sich mit Zahlentheorie und algebraischer Geometrie beschäftigt.

## Leben
Vignéras wuchs in Dakar im Senegal auf (ihr Vater Robert Vignéras war dort Kapitän und Hafenpilot, ihre Mutter war Janine Mocudé), wo sie auch das Abitur (Baccalaureat) ablegte. Sie studierte anschließend an der Universität Bordeaux, wo sie 1972 ihr Diplom machte (Thèse de 3eme Cycle) mit einer Arbeit über Zahlentheorie der Quaternionen (über die schon Adolf Hurwitz und Martin Eichler gearbeitet hatten). Aus demselben Umfeld stammt ihre Dissertation (Doctorat d´Etat) von 1974 bei Jacques Martinet in Bordeaux. 1980 erschien ihr Buch Arithmetique des algebres de quaternions. 1977 bis 1983 war sie Professorin und Leiterin der Mathematikfakultät der École normale supérieure de jeunes filles in Sèvres. Danach war sie Professorin an der Universität Paris VII (Institute de Mathematiques de Jussieu), an der sie 2010 emeritiert wurde.
Später beschäftigte sie sich unter anderem mit Darstellungstheorie in der Arithmetik im Umkreis der Langlands-Vermutungen und mit {\displaystyle p}-adischen Darstellungen, wo sie den Beweis der lokalen Langlandsvermutung von Gérard Laumon und anderen erweiterte, worüber sie auf dem Europäischen Mathematikerkongress 2000 in Barcelona einen Plenarvortrag hielt.
2006/2007 war sie Gastprofessorin am Radcliffe College der Harvard University und sie war Gastwissenschaftlerin am Max-Planck-Institut für Mathematik in Bonn, am Tata Institute of Fundamental Research in Bombay, am Institute for Advanced Study und an der University of California, Berkeley.
1978 bewies sie die Existenz nicht isometrischer Riemannflächen mit identischem Spektrum, womit sie das Can you hear the shape of a drum ? Problem von Mark Kac für hyperbolische Flächen löste.
Zu ihren Doktoranden zählen Jean-Loup Waldspurger und Jean-Francois Dat (Professor an der Universität Paris VI).
Sie erhielt 1978 die Albert Châtelet Medaille, 1984 die Silbermedaille des CNRS, 1985 einen Humboldt-Forschungspreis und 1997 den Preis der Académie des sciences in Paris. 2005 war sie Emmy-Noether-Gastprofessor an der Universität Göttingen. 2002 war sie Invited Speaker auf dem Internationalen Mathematikerkongress in Peking (Modular representations of p-adic groups and of affine Hecke algebras).
2016/17 war Vignéras im Abel-Preis-Komitee. 2017 wurde sie zum Mitglied der Academia Europaea gewählt. Sie wurde ausgewählt, 2022 die ICM Emmy Noether Lecture zu halten (Modular representations of p-adic groups). 2024 wurde Vignéras zum Mitglied der National Academy of Sciences gewählt.